# Stunzach
Die Stunzach ist ein rund 20 Kilometer langer, südwestlicher und linker Zufluss der Eyach im baden-württembergischen Zollernalbkreis.

## Geographie

### Verlauf
Die Stunzach entspringt in den Stegenwiesen nördlich von Rosenfeld-Leidringen und fließt in nordöstlicher Richtung am links liegenden Rosenfeld selbst vorbei. Bei der Heiligenmühle wendet sie sich, inzwischen deutlich eingetieft, nach Norden. Die Stunzach ist nunmehr Stadtgrenze zu Geislingen, passiert dort einige Mühlen und nach längerem Lauf in ihrem dort an den Hängen bewaldeten Tal das Dorf Heiligenzimmern, ehe sich danach der Fluss im Bereich der Gossenbachmündung wieder nach Osten wendet. Sie fließt durch den Haigerlocher Stadtteil Gruol und östlich davon durch einen schluchtartig eingeschnittenen und geschlungenen Talabschnitt im Muschelkalk. Unterhalb von Hospach wendet sie sich dabei ein letztes Mal für ein kurzes Laufstück nach Norden. Die Stunzach mündet wenige hundert Meter westlich des Salzbergwerks Stetten von links in die Eyach.

### Einzugsgebiet
Das Einzugsgebiet hat ein vergleichsweise kompakte, wenig gestreckte Gestalt mit einer Fläche von rund 81 km². Der mit 659 m ü. NHN höchste Punkt von ihm liegt am Südrand auf dem Withau auf der Gemarkung Brittheim von Rosenfeld. Das Einzugsgebiet gehört naturräumlich gesehen vorwiegend zum Südwestlichen Albvorland, die Mündung liegt bereits in den Oberen Gäuen.
Im Einzugsgebiet stehen Schichten des Unteren Juras, des Keupers und zuletzt auch des Oberen Muschelkalks an.
Reihum grenzen die Einzugsgebiete der folgenden Nachbargewässer an:
- Im Süden läuft die Schlichem westwärts zum Neckar, sie konkurriert über ihre rechten Zuflüsse Erlenbach und Heimbach;
- im Südwesten liegt das Quellgebiet des Schenkenbachs, der ebenfalls dem Neckar zuläuft;
- im Nordwesten fließt der Mühlbach zu seiner Mündung in diesen weiter abwärts bei Mühlheim;
- hinter der nur kurzen nördlichen Wasserscheide entstehen die der Stunzach bald folgenden und vergleichsweise kurzen linken Eyach-Zuflüsse Butengraben und näher Laibebach;
- auch die Konkurrenten Rötenbach, Mittelsbach und zuoberst Kaunterbach im Osten laufen, nunmehr oberhalb der Stunzach-Mündung, zur Eyach.

### Zuflüsse und Seen

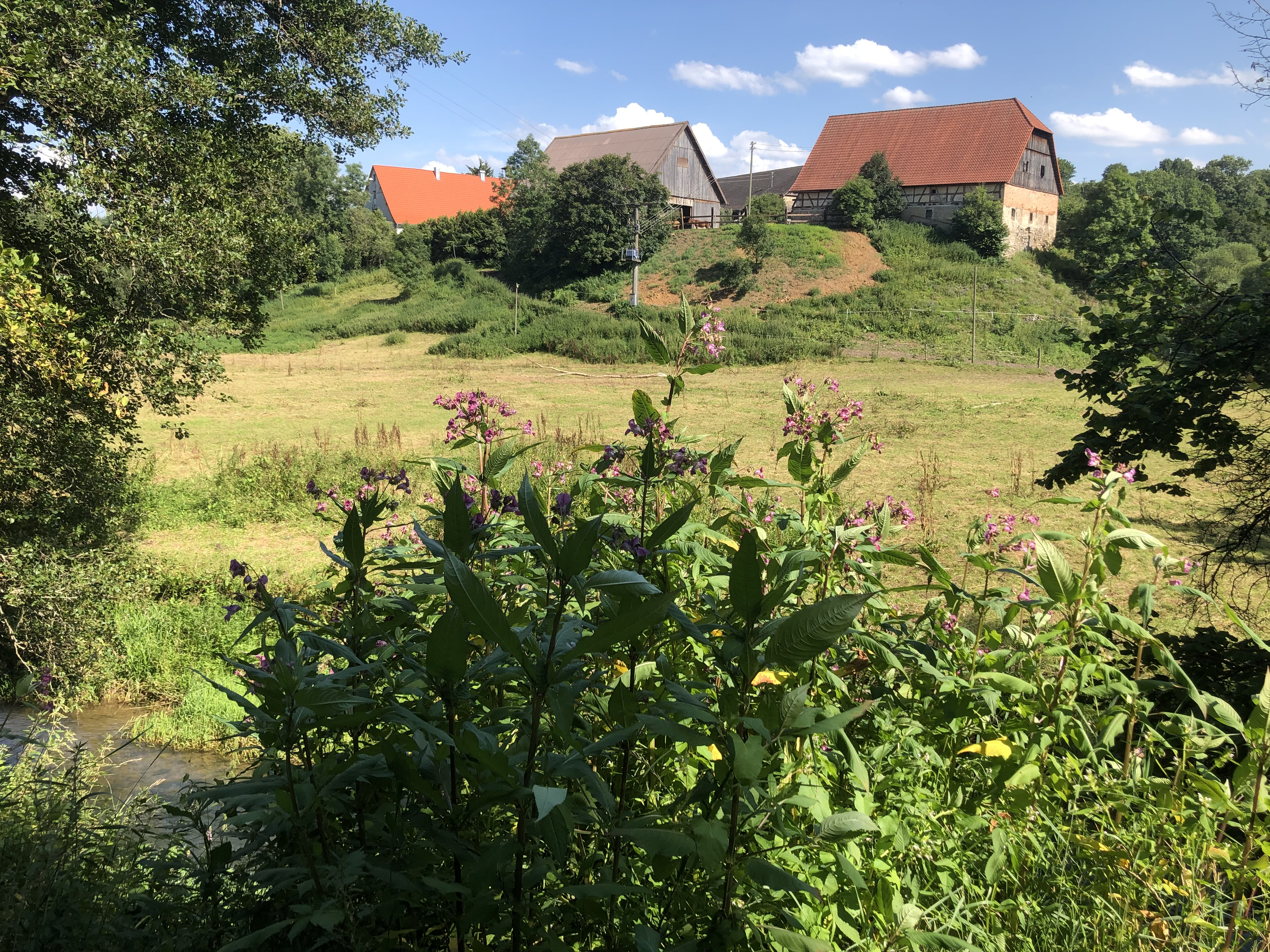
Die Stunzach beim Weiler Hospach

Liste der Zuflüsse und  Seen von der Quelle zur Mündung. Gewässerlänge, Seefläche, Einzugsgebiet und Höhe nach den entsprechenden Layern auf der Onlinekarte der LUBW. Andere Quellen für die Angaben sind vermerkt.
Auswahl.
| Zuläufe und Bauwerke \| Stunzach \| Stunzach \| Stunzach \| Stunzach \| Stunzach \| \| -------- \| ------------------------- \| -------- \| --------------------------------------------------- \| -------- \| \| Legende \| \| \| \| \| \| \| \| \| \| \| \| \| L 390 \| \| L 390 \| \| \| \| \| \| Kohlbrunnenbach \| \| \| \| \| \| Rosenfeld \| \| \| \| \| \| Brechete \| \| \| \| K 7128 \| \| K 7128 \| \| \| \| Riedmühle \| \| Riedmühle \| \| \| \| Walkwühle \| \| Walkwühle \| \| \| \| Schmelzlesmühle \| \| Schmelzlesmühle \| \| \| \| Sulzbach \| \| \| \| \| \| Heiligenmühle \| \| Neue Burg \| \| \| \| Süßenbach \| \| \| \| \| \| L 415 \| \| L 415 \| \| \| \| \| \| Ableitung Fischermühle Triebwerkskanal Fischermühle \| \| \| \| Mühlgassbach \| \| \| \| \| \| \| \| Fischermühle \| \| \| \| Triebwerkskanal Pelzmühle \| \| \| \| \| \| \| \| \| \| \| \| Pelzmühle \| \| \| \| \| \| \| \| Bohlgraben \| \| \| \| \| \| \| \| \| \| Binsdorfer Mühle \| \| \| \| \| \| \| \| \| \| \| \| Schafhaus \| \| \| \| \| \| L 390 \| \| L 390 \| \| \| \| \| \| Grunbach \| \| \| \| L 390 \| \| L 390 \| \| \| \| Vogelbrunnen \| \| \| \| \| \| Kirnbach \| \| \| \| \| \| K 7122 \| \| K 7122 \| \| \| \| Stockbach (Rohrbach) \| \| \| \| \| \| \| \| Heiligenzimmern \| \| \| \| \| \| Danbach \| \| \| \| Rainweg \| \| Rainweg \| \| \| \| \| \| \| \| \| \| \| \| \| \| \| \| \| \| Gossenbach \| \| \| \| \| \| Mistelwiesengraben \| \| \| \| \| \| Auchtertgraben \| \| \| \| Gruol \| \| Gruol \| \| \| \| Vitus-Kapelle-Weg \| \| Vitus-Kapelle-Weg \| \| \| \| \| \| Staffelgraben \| \| \| \| Freihofstraße \| \| Freihofstraße \| \| \| \| Binsdorfer Straße \| \| Binsdorfer Straße \| \| \| \| Niedernhofen \| \| Niedernhofen \| \| \| \| \| \| Triebwerkskanal Schluck \| \| \| \| \| \| Untere Mühle \| \| \| \| Hauser Talbach \| \| \| \| \| \| \| \| \| \| \| \| \| \| \| \| \| \| NN \| \| \| \| \| \| Triebwerksstollen Saline \| \| \| \| \| \| \| \| Taläckergraben \| \| \| \| B 463 \| \| B 463 \| \| \| \| Bahnstrecke Hechingen \| \| –Eyach \| \| \| Eyach \| \| \| \| \| |                           |  |                                                     |  |
| Stunzach |                           |  |                                                     |  |
| Legende |                           |  |                                                     |  |
| |                           |  |                                                     |  |
| | L 390                     |  | L 390                                               |  |
| |                           |  | Kohlbrunnenbach                                     |  |
| |                           |  | Rosenfeld                                           |  |
| |                           |  | Brechete                                            |  |
| | K 7128                    |  | K 7128                                              |  |
| | Riedmühle                 |  | Riedmühle                                           |  |
| | Walkwühle                 |  | Walkwühle                                           |  |
| | Schmelzlesmühle           |  | Schmelzlesmühle                                     |  |
| | Sulzbach                  |  |                                                     |  |
| | Heiligenmühle             |  | Neue Burg                                           |  |
| | Süßenbach                 |  |                                                     |  |
| | L 415                     |  | L 415                                               |  |
| |                           |  | Ableitung Fischermühle Triebwerkskanal Fischermühle |  |
| | Mühlgassbach              |  |                                                     |  |
| |                           |  | Fischermühle                                        |  |
| | Triebwerkskanal Pelzmühle |  |                                                     |  |
| |                           |  |                                                     |  |
| | Pelzmühle                 |  |                                                     |  |
| |                           |  | Bohlgraben                                          |  |
| |                           |  |                                                     |  |
| | Binsdorfer Mühle          |  |                                                     |  |
| |                           |  |                                                     |  |
| | Schafhaus                 |  |                                                     |  |
| | L 390                     |  | L 390                                               |  |
| |                           |  | Grunbach                                            |  |
| | L 390                     |  | L 390                                               |  |
| | Vogelbrunnen              |  |                                                     |  |
| | Kirnbach                  |  |                                                     |  |
| | K 7122                    |  | K 7122                                              |  |
| | Stockbach (Rohrbach)      |  |                                                     |  |
| |                           |  | Heiligenzimmern                                     |  |
| |                           |  | Danbach                                             |  |
| | Rainweg                   |  | Rainweg                                             |  |
| |                           |  |                                                     |  |
| |                           |  |                                                     |  |
| |                           |  | Gossenbach                                          |  |
| |                           |  | Mistelwiesengraben                                  |  |
| |                           |  | Auchtertgraben                                      |  |
| | Gruol                     |  | Gruol                                               |  |
| | Vitus-Kapelle-Weg         |  | Vitus-Kapelle-Weg                                   |  |
| |                           |  | Staffelgraben                                       |  |
| | Freihofstraße             |  | Freihofstraße                                       |  |
| | Binsdorfer Straße         |  | Binsdorfer Straße                                   |  |
| | Niedernhofen              |  | Niedernhofen                                        |  |
| |                           |  | Triebwerkskanal Schluck                             |  |
| |                           |  | Untere Mühle                                        |  |
| | Hauser Talbach            |  |                                                     |  |
| |                           |  |                                                     |  |
| |                           |  |                                                     |  |
| | NN                        |  |                                                     |  |
| | Triebwerksstollen Saline  |  |                                                     |  |
| |                           |  | Taläckergraben                                      |  |
| | B 463                     |  | B 463                                               |  |
| | Bahnstrecke Hechingen     |  | –Eyach                                              |  |
| Eyach |                           |  |                                                     |  |

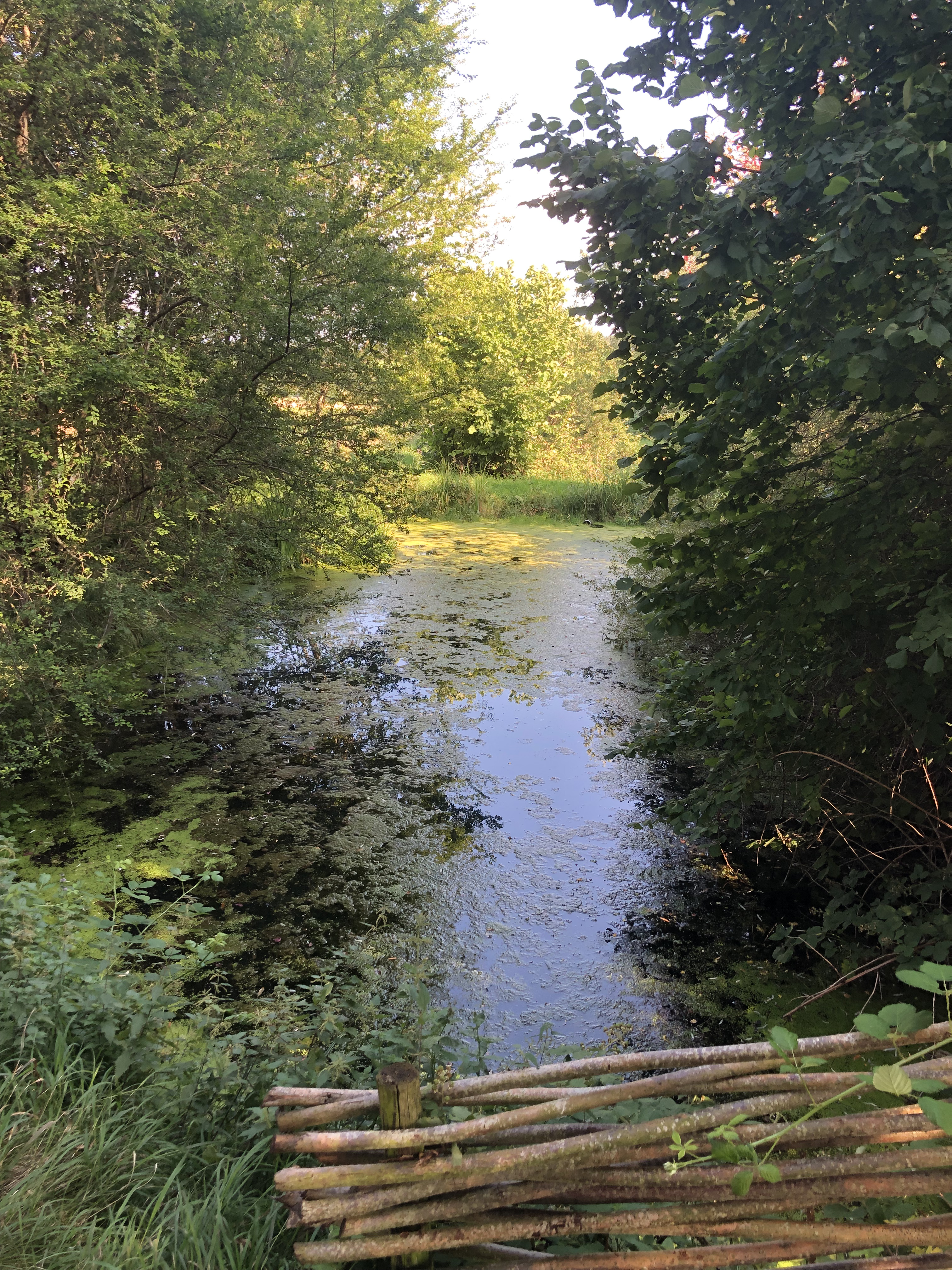
Ursprung der Stunzach in einem kleinen Teich (Auslauf vorne)

Ursprung der Stunzach auf etwa 652 m ü. NHN ca. 1,7 km südwestlich der Ortsmitte von Rosenfeld in den Steigenwiesen einen Steinwurf unterhalb eines künstlichen, fast quadratischen Teichs in einem wenige Quadratmeter großen Teich. Nach einem zwei Meter langen verrohrtem Lauf folgt ein zweiter, etwas größerer Teich. Der Bach fließt seinen ersten halben Kilometer ostwärts und wendet sich dann nach Nordosten.
- Quadratischer Teich oberhalb auf etwa 653 m ü. NHN, ca. 0,1 ha.[LUBW 8]
- Kohlbrunnenbach, von links und Westsüdwesten auf etwa 590 m ü. NHN unmittelbar vor dem Sofienbad wenig südlich des Ortsrandes von Rosenfeld, 1,1 km und ca. 0,8 km².[LUBW 9] Entsteht auf etwa 651 m ü. NHN  im Gewann Kohlbrunnen
- Weingartenbach, von links und Westen auf etwa 539 m ü. NHN bei Rosenfeld-Im Tal, 1,8 km und ca. 1,9 km².[LUBW 9] Entsteht auf etwa 530 m ü. NHN in einer bewaldeten Klinge unter der Königsberger Straße von Rosenfeld.
  - Dornbrunnengraben, von links und Westsüdwesten auf etwa 603 m ü. NHN zwischen Weingärten und Pfingsthalde in einer Klingengabel am Ostrand von Rosenfeld, 1,7 km und ca. 0,5 km².[LUBW 9] Entsteht auf etwa 666 m ü. NHN etwas vor dem Gewerbegebiet am Westrand von Rosenfeld.
Der rechte Namens--Oberlauf des Weingartenbachs ist nur knapp 0,2 km lang.
- Sulzbach, mit Oberlaufname Grindelbach bis zum Gebietsrand von Rosenfeld, von rechts und Südwesten auf etwa 533 m ü. NHN an der Kläranlage nach Rosenfeld-Walkmühle, 4,0 km und ca. 4,9 km².[LUBW 9] Entsteht auf etwa 641 m ü. NHN am Nordrand von Rosenfeld-Leidringen. Im Nahbereich von Leidringen anscheinend verdolt.
  - (Weggraben), von links und Westen auf etwa 629 m ü. NHN zwischen Leidringen und Rosenfeld-Isingen, ca. 2,0 km[LUBW 10] und ca. 0,6 km².[LUBW 9] Entsteht auf etwa 673 m ü. NHN am Gewann Stützen.
- Süßenbach, von rechts und Südsüdosten auf etwa 525 m ü. NHN gegenüber dem Rosenfelder Wohnplatz Neueburg, 1,6 km auf dem Namenslauf und 3,3 km mitsamt dem Oberlauf Talbach sowie 6,2 km². Fließt auf etwa 552 m ü. NHN östlich von Isingen unter der Hubhalde aus seinen beiden Oberläufen zusammen.
An diesem Zufluss knickt die Stunzach auf Nordlauf.
  - Talbach oder ebenfalls Süßenbach, linker Oberlauf aus dem Südsüdwesten, 1,7 km und ca. 1,9 km².[LUBW 9] Entspringt auf etwa 642 m ü. NHN im Lohholz über den Sportplätzen im Süden von Isingen.
  - Greutbach, rechter Oberlauf von Südosten, 1,5 km und ca. 1,2 km².[LUBW 9] Entspringt auf etwa 635 m ü. NHN am Heuberg westlich des Kaisersteins.
  -  Passiert auf etwa 557–552 m ü. NHN drei Teiche rechts am Lauf, zusammen 0,3 ha.
  - Süßenbach (!), von rechts und insgesamt Ostsüdosten auf etwa 540 m ü. NHN nordöstlich von Isingen unter der ehemaligen Deponie, 2,3 km und ca. 2,3 km².[LUBW 9] Entsteht auf etwa 602 m ü. NHN am Hang über Geislingen-Karlshof.
    -  Passiert auf etwa 569 m ü. NHN einen Teich rechts am Lauf am Beginn des Altheimer Tals westlich von Geislingen-Hofstetten, über 0,1 ha.
    -  Durchfließt auf etwa 544 m ü. NHN einen Teich mündungsnah rechts am Lauf, über 0,4 ha.
- → (Abgang des Triebwerkskanals der Fischersmühle), nach links auf etwa 524 m ü. NHN kurz vor Rosenfeld-Fischersmühle.
- Mühlgassbach, von rechts und Osten auf etwa 524 m ü. NHN etwa gegenüber dem vorigen Abgang, 1,2 km und ca. 1,0 km².[LUBW 9] Entsteht auf knapp 590 m ü. NHN am Südrand von Geislingen-Binsdorf und durchfließt das Weihertal.
- ← (Rücklauf des Triebwerkskanals der Fischersmühle), von links auf unter 519 m ü. NHN kurz nach der Fischersmühle, über 0,2 km.
  - (Abzweig vom Birkenbühlbach), von links und Westen an der Fischersmühle, 0,4 km.
- Birkenbühlbach, am Oberlauf Bohlgraben, von links und Südwesten auf etwa 513 m ü. NHN gegenüber Geislingen-Pelzmühle, 1,3 km und ca. 1,2 km².[LUBW 9] Entspringt auf etwa 574 m ü. NHN zwischen dem Nordrand von Rosenfeld und dem Aussiedlerhof in den Lachenäckern..
  - → (Abzweig zum Triebwerkskanals der Fischersmühle), nach rechts auf etwa 327 m ü. NHN im unteren Waldtal. Siehe oben.
- Grunbach, von links und Südwesten auf etwa 501,2 m ü. NHN[LUBW 11] bei Rosenfeld-Gipsmühle, 2,0 km auf dem Namenslauf und ca. 5,7 km[LUBW 12] sowie 5,6 km². Entsteht auf etwa 537 m ü. NHN durch den Zusammenfluss seiner Oberläufe im Waldtal östlich des Heckenbühls.
  - Kronbach, rechter Oberlauf von Westsüdwesten, ca. 3,7 km[LUBW 12] und ca. 3,0 km².[LUBW 9] Entsteht auf etwa 693 m ü. NHN nahe der Sternwarte Zollern-Alb bei Rosenfeld-Brittheim und durchläuft am Mittellauf verdolt den Süden von Rosenfeld-Bickelsberg.
  - Oberer Grunbach, linker Oberlauf von Westen, 1,6 km und ca. 0,8 km².[LUBW 12] Entsteht auf etwa 670 m ü. NHN beim Friedhof am Nordrand von Bickelsberg.
  - (Bach aus dem Fuchsgraben), von links und Westen auf etwa 509 m ü. NHN kurz nach einer Wirtschaftswegbrücke, 1,6 km und ca. 0,7 km².[LUBW 9] Entsteht auf etwa 603 m ü. NHN im Wald zwischen Großloch und Segelbuch.
- Vogelbächle (?[LUBW 13]), von links und Westsüdwesten auf etwa 493 m ü. NHN bei Rosenfeld-Vogelmühle, 0,8 km und ca. 0,2 km².[LUBW 9] Entsteht auf etwa 563 m ü. NHN im nördlichen Withau.
  - (Quellabfluss des Vogelbrunnens), von rechts und Südwesten auf etwa 508 m ü. NHN im Waldgewann Vogelbächle kurz vor der Vogelmühle, etwas über 0,1 km[LUBW 10] und nicht ganz 0,1 km².[LUBW 9] Der Vogelbrunnen entspringt auf etwa 514 m ü. NHN im Withau.
- Kirnbach, von links und Südwesten auf etwa 492 m ü. NHN kurz vor Rosenfeld-Fabrikle (oder -Sägmühle), 0,8 km auf dem Namenslauf und zusammen mit dem Hausterbach 5,3 km sowie 4,0 km². Entsteht auf etwa 516 m ü. NHN am Südfuß des östlichen Kirnbergs aus dem Zusammenfluss seiner Oberläufe.
  - Hausterbach, linker Oberlauf aus dem Südwesten, 4,4 km und ca. 3,6 km².[LUBW 9] Entsteht auf etwa 671 m ü. NHN am Nordrand von Brittheim.
    - (Bach von den östlichen Häselhöfen), von rechts und Südsüdwesten auf etwa 556 m ü. NHN im Wald nach der Hanglichtung um die östlichen Häselhöfe von Rosenfeld, ca. 0,6 km[LUBW 10] und über 0,2 km².[LUBW 9] Entsteht auf etwa 598 m ü. NHN wenig südlich über den Höfen.
      -  Passiert bei den östlichen Häselhöfen einen Teich auf etwa 575 m ü. NHN, unter 0,3 ha.

  - (Bach aus dem Sandweg), rechter Oberlauf von insgesamt Südwesten, zuletzt Süden, 1,0 km und ca. 0,2 km².[LUBW 9] Entsteht auf etwa 586 m ü. NHN im Waldgewann Sandweg.
- Stockbach, von links und Westen auf etwa 481 m ü. NHN nahe dem Fabrikle, 2,0 km auf dem Namenslauf und 6,4 km zusammen mit dem Rohrbach sowie 10,7 km². Entsteht auf 499,3 m ü. NHN in der Auenweitung des Beuremer Tals nahe bei Vöhringen-Siegelhaus aus dem Zusammenfluss seiner beiden Oberläufe.
  - Rohrbach, teils auch Stocḱbach, linker Oberlauf von Westen, 4,4 km und ca. 6,0 km².[LUBW 9]  Entsteht auf etwas unter 500 m ü. NHN wenig nordöstlich der Gewerbezone Stauden von Vöhringen-Wittershausen.
    -  Neben dem Ursprung des Rohrbach liegt etwas eingetieft ein Weiher, vermutlich der Restweiher des inzwischen ostwärts ins vom Rohrbach anschließend durchlaufenen Keltertal weitergewanderten Gipsbruchs, 0,7 ha.

  - Rindelbach, rechter Oberlauf von Westsüdwesten, 5,0 km und ca. 2,8 km².[LUBW 9] Entsteht auf etwa 665 m ü. NHN im Lochwald von Wittershausen.
    -  Passiert auf etwa 514 m ü. NHN wenig nach der Öffnung der Talaue einen Teich links am Lauf unter der Burgruine Beuren, etwas unter 0,2 ha.

  - (Teilungsgraben), von rechts auf rund 490 m ü. NHN wenig vor dem Fabrikle, 0,5 km und etwas über 0,1 km².[LUBW 9] Geht zuvor auf etwa 493 m ü. NHN nach rechts vom Stockbach ab und läuft ihm nahe parallel.
    -  Durchfließt einen sehr schmalen und länglichen Fischzuchtweiher, 0,3 ha.
- Danbach, von links und Westen auf etwa 479 m ü. NHN am Ostrand von Rosenfeld-Heiligenzimmern, 3,3 km und 2,9 km². Entsteht auf etwa 613 m ü. NHN in einer Schlicht im Wald Bannstauden von Sulz am Neckar.
  - (Bach aus dem Lochwald), von rechts und Westen auf etwa 531 m ü. NHN kurz nach dem Waldaustritt, ca. 0,9 km[LUBW 10] und ca. 0,5 km².[LUBW 9] Entsteht auf etwa 610 m ü. NHN im Lochwald von Heiligenzimmern.
  -  Passiert auf etwas unter 500 m ü. NHN bei den ersten Häusern von Heiligenzimmern zwei Teiche in einer kleinen rechten Nebenklinge, zusammen 0,2 ha.
- Gossenbach, von links und Westsüdwesten auf etwa 451 m ü. NHN zwischen Heiligenzimmern und Haigerloch-Gruol, 2,9 km und 3,5 km². Entsteht auf etwa 627 m ü. NHN am Waldgewann Schönbach.
An diesem Zufluss knickt die Stunzach auf Ostlauf.
  - (Bach vom Dickeberg), von links und Westen auf etwa 500 m ü. NHN südwestlich von Sulz am Neckar-Staatsdomäne Bernstein, 1,2 km und ca. 0,6 km².[LUBW 9] Entsteht auf etwa 643 m ü. NHN am Osthang des Dickebergs.
  -  Passiert einen Teich auf dem linken Hang auf 510 m ü. NHN an der Staatsdomäne Bernstein, 0,2 ha.
- Mistelwiesengraben, von links und insgesamt Nordwesten auf etwa 464 m ü. NHN wenig vor Gruol, 3,4 km und 4,7 km². Entsteht auf etwa 570 m ü. NHN am Nordwestrand von Sulz am Neckar-Staatsdomäne Kirchberg.
  - (Bach vom Wandbühl), von rechts und insgesamt Westen auf etwa 510 m ü. NHN am Fuß des Ostsporns, auf dem die Staatsdomäne Kirchberg (ehemaliges Kloster) steht, 1,3 km und ca. 0,5 km².[LUBW 9] Entsteht auf etwa 572 m ü. NHN am Südosthang des Wandbühls (625,9 m ü. NHN[LUBW 11]).
    -  Durchfließt auf etwa 561–512 m ü. NHN eine Kette von einem halben Dutzend Teichen, zusammen 1,7 ha.

  - Kuttelbrunnen, von rechts und Südwesten auf etwa 486 m ü. NHN in den Oberen Mistelwiesen, 1,3 km und ca. 0,5 km².[LUBW 9] Entsteht mit dem beständig wasserführenden rechten Ast auf etwa 545 m ü. NHN im Hagwald.Die Stunzach beim Weiler HospachDie Stunzach unmittelbar oberhalb ihrer Mündung (Blick flussaufwärts)

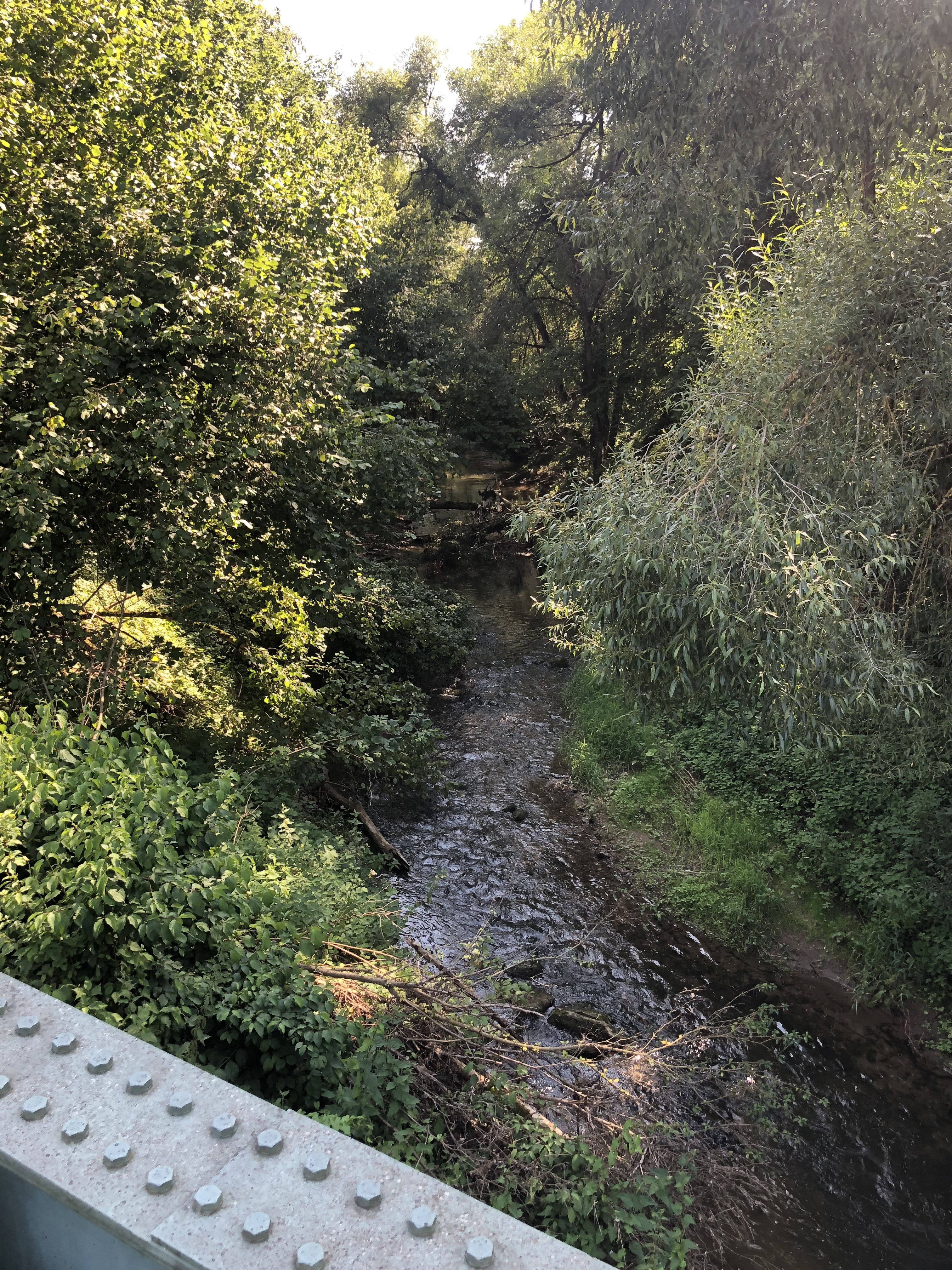
Die Stunzach unmittelbar oberhalb ihrer Mündung (Blick flussaufwärts)

    -  Passiert auf etwa 490 m ü. NHN einige Fischteiche rechts am Lauf, zusammen deutlich unter 0,1 ha.[LUBW 8]

  -  Passiert auf etwa 476–473 m ü. NHN drei Teiche links am Lauf in den Unteren Mistelwiesen, zusammen 0,6 ha.
  - (Auengraben neben der Stunzach), von rechts und Westen auf etwa 464 m ü. NHN nahe der Mündung des Mistelwiesengrabens, ca. 1,3 km[LUBW 10] und ca. 0,7 km².[LUBW 9] Entsteht auf etwa 470 m ü. NHN vor einer Klinge in der Braunhalde und folgt einem Wirtschaftsweg.
    -  Passiert einen Teich auf etwa 465 m ü. NHN links des untersten Laufs, wenig über 0,2 ha.
- Auchtertgraben, von rechts und Südwesten auf etwa 463 m ü. NHN kurz vor Haigerloch-Kroppenhofen, 2,0 km und 1,9 km². Entsteht auf etwa 512 m ü. NHN im Binsdorfer Wald.
  -  Passiert zwei Teiche rechts am Lauf auf etwa 465 m ü. NHN am Friedhof in den Oberkirchwiesen, unter 0,2 ha.
- Staffelgraben, von links und Norden auf etwa 462 m ü. NHN im westlichen Gruol, 1,5 km und ca. 1,6 km².[LUBW 9] Entsteht auf etwa 500 m ü. NHN bei Haigerloch-Haldenhof.
- Talbach[LUBW 14], von rechts und insgesamt Süden auf etwa 455 m ü. NHN abwärts von Gruol kurz nach Haigerloch-Untere Mühle, 6,1 km und 12,6 km². Entsteht auf etwa 684 m ü. NHN südwestlich von Geislingen-Erlaheim im Gewann Teich und läuft einem Weg entlang zunächst nordöstlich nach Erlaheim.
Nach diesem Zufluss verläuft die Stunzach in starken Talmäandern insgesamt etwa nordöstlich.
  - (Bach von den Sammetswiesen), von rechts und Nordnordosten auf etwa 547 m ü. NHN wenig nördlich nach Erlaheim, 0,9 km und ca. 0,4 km².[LUBW 9] Entsteht auf etwa 475 m ü. NHN an den Sammetswiesen.
An dort bis fast zum nächsten Zufluss fließt der Talbach nordwestlich in einem nunmehr eingetieften Tal.
  - Keinbach, von links und Südwesten auf etwa 506 m ü. NHN kurz vor Geislingen-Keinbachmühle an der Kläranlage, 1,7 km und ca. 1,8 km².[LUBW 9] Entsteht auf etwa 582 m ü. NHN am Nordostrand von Binsdorf. Der Talbach ist bis zu diesem Zufluss 2,4 km lang und hat ein 2,8 km²[LUBW 9] großes Teileinzugsgebiet akkumuliert. Dort fließt er schon nördlich.
  - Laugrabenbach, am Oberlauf Grubenbach, von rechts und Ostsüdosten auf etwa 495 m ü. NHN kurz nach der Keinbachmühle, ca. 1,2 km[LUBW 12] und ca. 0,5 km².[LUBW 9] Entsteht auf etwa 580 m ü. NHN am iberen Waldrand zu den Sammetswiesen
  - Kaltentalbach, von links und Südwesten auf etwa 480 m ü. NHN im sich zu einer Flurlandschaft weitenden Hauser Tal, 3,3 km und ca. 2,7 km².[LUBW 9] Entsteht auf etwa 549 m ü. NHN an der ehemaligen Deponie östlich des Waldsportplatzes von Binsdorf.
    - Engelhartbach, von links und Südwesten auf etwa 500 m ü. NHN wenig vor dem folgenden, 1,0 km und ca. 0,8 km².[LUBW 9] Entsteht auf etwa 537 m ü. NHN im Wald Engelhart nördlich der Deponie.
    -  Passiert einen Waldtreich auf etwas über 500 m ü. NHN links am Lauf, unter 0,2 ha.

  - Lehengraben, von links und Südwesten auf etwa 262 m ü. NHN südöstlich von Haigerloch-Niederhofen, ca. 3,2 km[LUBW 12] und ca. 2,2 km².[LUBW 9] Entspringt auf etwa 587 m ü. NHN im Waldgewann Nammelhausen.
  -  Um die Mündung liegen auf etwa 455 m ü. NHN einige kleine und ein großer Teich, zusammen 0,2 ha.
- (Bach vom Rötenberg), von rechts und insgesamt Süden auf etwa 445 m ü. NHN unter Haigerloch-Hospach, 2,6 km und ca. 2,5 km².[LUBW 9] Entsteht auf etwa 511 m ü. NHN am unteren Nordhang des Rötenbergs.
- Taläckergraben, von links und Westen auf etwa 435 m ü. NHN am Taleintritt der B 436, 1,3 km und ca. 0,9 km².[LUBW 9] Entsteht auf etwa 506 m ü. NHN an der Auffahrt zur B 463.

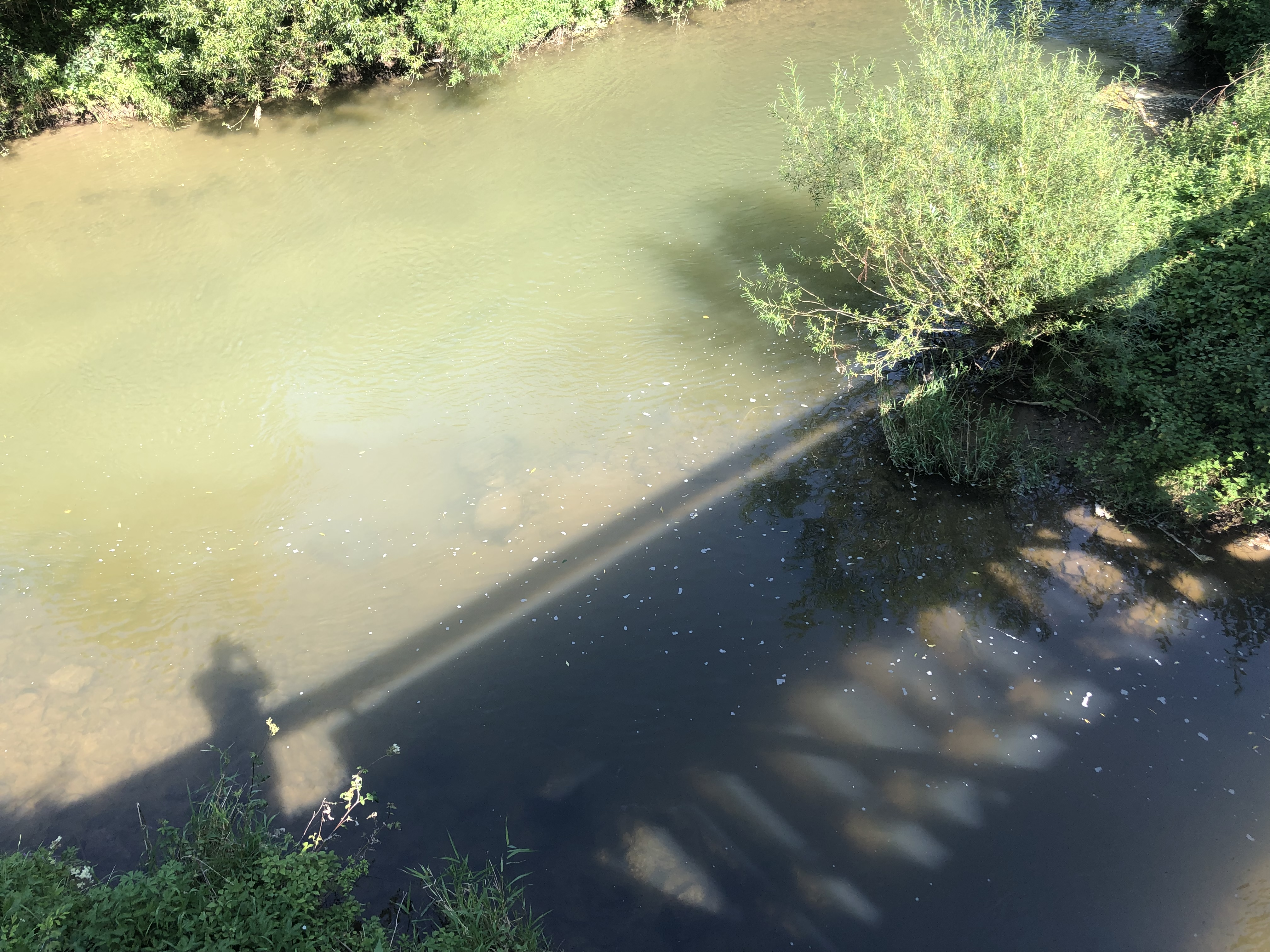
Die Stunzach (von rechts unten) mündet in die Eyach (von rechts oben nach links) unterhalb der Eisenbahnbrücke der Bahnstrecke Eyach–Hechingen

Mündung der Stunzach von links und zuallerletzt Süden auf etwa 434 m ü. NHN wenige hundert Meter westlich des Haigerloch-Stetten gegenüberliegenden Salzbergwerks Stetten in die Eyach. Die Stunzach ist 20,0 km lang und hat ein 81,5 km² großes Einzugsgebiet.

## Typologie
Der Bach gehört von der Quelle bis Rosenfeld zu den biozönotisch bedeutsamen Fließgewässertyp Grobmaterialreicher, karbonatischer Mittelgebirgsbach und ist danach bis zur kurz hinter Gruol vom Typ Feinmaterialreicher, karbonatischer Mittelgebirgsbach des Keupers. Von Gruol bis zur Mündung ist er wieder als Grobmaterialreicher, karbonatischer Mittelgebirgsbach eingestuft.

## Naturschutz und Schutzgebiete
Ab der Mündung des Hauser Talbachs fließt die Stunzach durch das Landschaftsschutzgebiet Eyachtal im Bereich des ehemaligen Landkreises Hechingen und im FFH-Gebiet Gebiete zwischen Bisingen, Haigerloch und Rosenfeld. Kurz vor Gruol befindet sich das flächenhafte Naturdenkmal Kirchwiesen beidseitig der Stunzach.

### LUBW
Amtliche Online-Gewässerkarte mit passendem Ausschnitt und den hier benutzten Layern: Lauf und Einzugsgebiet der Stunzach

Allgemeiner Einstieg ohne Voreinstellungen und Layer: Daten- und Kartendienst der Landesanstalt für Umwelt Baden-Württemberg (LUBW) (Hinweise)
1. 1 2  Höhe nach dem Höhenlinienbild auf dem Hintergrundlayer Topographische Karte.
2. ↑  Höhe nach blauer Beschriftung auf dem Hintergrundlayer Topographische Karte.
3. 1 2 3  Länge nach dem Layer Gewässernetz (AWGN).
4. ↑  Einzugsgebiet aufsummiert aus den Teileinzugsgebieten nach dem Layer Basiseinzugsgebiet (AWGN).
5. ↑  Höhe nach schwarzer Beschriftung auf dem Hintergrundlayer Topographische Karte.
6. ↑  Seefläche nach dem Layer Stehende Gewässer.
7. 1 2  Einzugsgebiet nach dem Layer Basiseinzugsgebiet (AWGN).
8. 1 2  Seefläche abgemessen auf dem Hintergrundlayer Topographische Karte.
9. 1 2 3 4 5 6 7 8 9 10 11 12 13 14 15 16 17 18 19 20 21 22 23 24 25 26 27 28 29 30 31 32 33 34 35  Einzugsgebiet abgemessen auf dem Hintergrundlayer Topographische Karte.
10. 1 2 3 4 5  Länge abgemessen auf dem Hintergrundlayer Topographische Karte.
11. 1 2  Höhe nach grauer Beschriftung auf dem Hintergrundlayer Topographische Karte.
12. 1 2 3 4 5  Länge nach dem Layer Gewässernetz (AWGN), ergänzt um ein auf der Gewässerkarte nicht berücksichtigtes Anfangsstück, das auf dem Hintergrundlayer Topographische Karte abgemessen wurde.
13. ↑  Name Vogelbächle erschlossen aus dem gleichlautenden des Waldgewanns, das der Bach nach dem Layer
  - Liegenschaften und Gewässer kurz vor dem Austritt in die Stunzachaue durchfließt. Die Layer
  - Gewässernetz (AWGN) und
  - Gewässername

dagegen nennen den Bach Vogelbrunnen, was aber anscheinend nur ein metonymischer Notname zu sein scheint, denn dem Bach läuft kurz vor seinem Waldaustritt der kurze Quellabfluss eines Vogelbrunnens zu, der auf dem
  - Meßtischblatt 7618 Haigerloch (Preuß.) Binsdorf (Württ.) von 1908 in der Deutschen Fotothek

als Vogelbr. in blau beschriftet ist.
14. ↑  Der an der Unteren Mühle von Gruol in die Stunzach mündende Bach ist
  - auf dem Layer Topographische Karte und
  - auf dem Messtischblatt 7618 Haigerloch (Preuß.) Binsdorf (Württ.) von 1908 in der Deutschen Fotothek

als Talbach beschriftet, genauso wie sein rechter Oberlaufast bis ungefähr zur Keinbachmühle. Die Layer Gewässernetz (AWGN) und Gewässername dagegen nennen den Unterlauf ab der Keinbachmühle Hauser-Talbach, eine schon allein orthographisch inkorrekte Bildung vermutlich nach dem Talnamen Hauser Tal. Da die topographischen Karten in aller Regel onomastisch zuverlässiger sind als die Namensangaben von LUBW, werden hier der rechte Oberlauf und der Unterlauf zusammen als ein Gewässer des Namens Talbach aufgeführt.
15. ↑  Schutzgebiete nach den einschlägigen Layern, Natur teilweise nach dem Layer Biotop.

### Andere Belege
1. ↑  Friedrich Huttenlocher: Geographische Landesaufnahme: Die naturräumlichen Einheiten auf Blatt 178 Sigmaringen. Bundesanstalt für Landeskunde, Bad Godesberg 1959. → Online-Karte (PDF; 4,3 MB)
2. ↑  Geologie nach den Layern zu Geologische Karte 1:50.000 auf: Mapserver des Landesamtes für Geologie, Rohstoffe und Bergbau (LGRB) (Hinweise)